# RD-0146
RD-0146 （ロシア語:РД-0146） はキマフトマティキとプラット&ホイットニー・ロケットダインとの共同開発によるロシアの低温液体燃料ロケットエンジンである。ロケットダインのRL-10のロシア版と言える。RD-0146エンジンはロシアのヴォロネジのキマフトマティキ設計局がアメリカのプラット&ホイットニー・ロケットダインと協力してできた。
2009年にロシア連邦宇宙局は開発中の次世代のPPTS有人宇宙船のRus-Mロケットの2段目にこのエンジンを採用した。

## 開発
1997年、プロトンロケットを生産するクルニチェフ国家研究生産宇宙センターは推力100 kNで高高度で最適な性能を発揮できるノズル伸展式の新しい低温液体燃料ロケットエンジンの開発をキマフトマティキに打診した。ロケットは更新されたプロトンロケットと次世代のアンガラロケットシリーズの上段として予定されていた。
1999年、クルニチェフはキマフトマティキにプロトンロケットとアンガラロケットのエンジンとしてRD-0146Uの開発を注文した。開発は部分的にプラット&ホイットニー・ロケットダインから資金を調達した。2000年4月7日にプラット&ホイットニーとロシアのKBKhAはプラット&ホイットニーが独立国家共同体以外の国に対するRD-0146の国際的な販売権を取得する事で合意した。
エンジンの開発は単純化と信頼性の向上に主眼が置かれた。2基の高速で駆動するターボポンプが協調する事が必要だった。KBKhAはこの問題の解決に注力した。
2009年10月にRD-0146のターボポンプの開発は最終段階に入った。このターボポンプはこれまでに量産されたターボポンプの中で最も回転数が早く、毎分123,000 -125,000で回転する。
- RD-0146Dはアンガラ-A5に使用される予定。
- RD-0146сは燃料として液化天然ガスを使用する予定。

## 詳細
RD-0146はロシア初のガス発生器を備えないエキスパンダーサイクルのエンジンであると同時に非冷却式伸展式ノズルを備えたエンジンでもある。複数回の着火と2軸の推力制御が可能である。開発者によるとガス発生器を備えない事により複数回の点火に高い信頼性を確保できるという。

## 比較
|                           | RL-10                  | Vinci                  | RD-0146                | HM7B               | CE-7.5             | YF-75              | ES-702             | ES-1001            | LE-5               | LE-5A                          | LE-5B                          |
| ------------------------- | ---------------------- | ---------------------- | ---------------------- | ------------------ | ------------------ | ------------------ | ------------------ | ------------------ | ------------------ | ------------------------------ | ------------------------------ |
| 燃焼サイクル              | エキスパンダーサイクル | エキスパンダーサイクル | エキスパンダーサイクル | ガス発生器サイクル | ガス発生器サイクル | ガス発生器サイクル | ガス発生器サイクル | ガス発生器サイクル | ガス発生器サイクル | エキスパンダーブリードサイクル | エキスパンダーブリードサイクル |
| 燃焼サイクル              | エキスパンダーサイクル | エキスパンダーサイクル | エキスパンダーサイクル | ガス発生器サイクル | ガス発生器サイクル | ガス発生器サイクル | ガス発生器サイクル | ガス発生器サイクル | ガス発生器サイクル | （ノズルエキスパンダ）         | （チャンバエキスパンダ）       |
| 真空中推力                | 66.7 kN (6.8 tf)       | 180 kN (18.4 tf)       | 98.1 kN (10.0 tf)      | 62.7 kN (6.4 tf)   | 73 kN (7.4 tf)     | 78.45 kN (8.0 tf)  | 68.6kN (7.0 tf)    | 98kN (10.0 tf)     | 102.9kN (10.5 tf)  | 121.5kN (12.4 tf)              | 137.2kN (14 tf)                |
| 混合比                    |                        |                        |                        |                    |                    |                    | 5.2                | 6.0                | 5.5                | 5                              | 5                              |
| 膨張比                    | 40                     |                        |                        |                    |                    |                    | 40                 | 40                 | 140                | 130                            | 110                            |
| 真空中比推力 (秒)         | 433                    | 465                    | 463                    | 444.2              | 454                | 437                | 425                | 425                | 450                | 452                            | 447                            |
| 燃焼圧力 MPa              | 2.35                   | 6.1                    | 7.74                   | 3.5                | 5.8                | 3.68               | 2.45               | 3.51               | 3.65               | 3.98                           | 3.58                           |
| LH2ターボポンプ回転数 rpm |                        |                        | 125,000                |                    |                    |                    | 41,000             | 46,310             | 50,000             | 51,000                         | 52,000                         |
| LOXターボポンプ回転数 rpm |                        |                        |                        |                    |                    |                    | 16,680             | 21,080             | 16,000             | 17,000                         | 18,000                         |
| 全長 m                    | 1.73                   | 2.2 - 4.2              | 2.2                    | 1.8                | 2.14               | 1.5                |                    |                    | 2.68               | 2.69                           | 2.79                           |
| 質量 kg                   | 135                    | 280                    | 242                    | 165                | 435                | 550                | 255.8              | 259.4              | 255                | 248                            | 285                            |